# Santa Cecilia Tepetlapa
Santa Cecilia Tepetlapa es un pueblo de Xochimilco, al sur del Ciudad de México, en México.
Su nombre proviene de Tepetlal- Tepetate, y Pa-locativo, que significaría "El lugar del tepetate".
Pocos son los datos que se tienen sobre el pueblo de Santa Cecilia. Se cree que el poblado se formó a instancias de los misioneros franciscanos por los años 1704 y 1707. Se dice que a los primeros pobladores se les dotó de unas fracciones de tierra llamadas Caballerizas, donde los nuevos moradores sembraban maíz, fríjol y habas.
El poblado de Santa Cecilia está ubicado al pie del volcán Teoca que podría significar lugar donde habitan los dioses. En el cráter de dicho volcán se encuentra ubicada una cancha de fútbol de tamaño profesional así como canchas de básquetbol, frontón y área de juegos infantiles.

## Iglesia
La Iglesia de Santa Cecilia Tepetlapa, aunque pequeña, ha sido bellamente adornada. Tiene un gran patio y jardines, como se acostumbraba dejar en la época colonial. En su interior hay adornos decorados con láminas de oro y su altar se distingue por contar con más de cien vírgenes en relieves de yeso pintado. Este es el espacio utilizado para realizar las fiestas de noviembre.

## Geografía
En virtud de su ubicación geográfica y tradiciones locales, el lugar no tiene altos índices de delincuencia, ni de adicciones. Su población actual es de aproximadamente 10,000 habitantes.
El lugar es generalmente fresco. En invierno, en virtud de que está unos 100 metros por encima del promedio del Valle de México, alcanza temperaturas por debajo de las que se registran en la parte inferior del valle. En noviembre son cotidianas las heladas. El principal cultivo es el maíz, aunque también hay árboles frutales como manzanos, duraznos, perales, tejocotes y limones. También hay cría de ganado vacuno y porcino, ovejas y gallinas.
Todavía hay áreas arboladas en los alrededores, un lugar en particular, el cerro Teoca, es un paseo para quienes les gusta ejercitarse caminando entre los árboles, y comer al aire libre.

## Tradiciones
La fiesta más importante del año se lleva a cabo en honor a la virgen Santa Cecilia de Roma (patrona de la música), dicho festejo dura varios días, iniciando con las tradicionales mañanitas a la virgen, la noche del 21 de noviembre, ya que el día de Santa Cecilia es el día 22 del mismo mes, estos festejos llegan a su máximo esplendor el domingo más cercano a dicha fecha. Se celebra con bailes amenizados principalmente con música de banda, feria, cohetes y el tradicional "castillo", jaripeo y grandes banquetes, los cuales en su mayoría se realizan en las casas de los habitantes, lo más tradicional es el mole (casero) elaborado por las mujeres de cada familia. Los habitantes de los pueblos vecinos acuden a las festividades y en algunos casos son parte de alguna "promesa".
La segunda festividad más importante en este bello pueblo es la llamada "fiesta chica" de igual manera que el 22 de noviembre es en honor a la virgen del pueblo, solo que esta festividad es más íntima de los pobladores. 
El origen de esta festividad se dio precisamente el día 6 de enero de 1704 en donde el pueblo de santa Cecilia Tepetlapa padeció de una terrible enfermedad la peste cocoliztli. Esta epidemia mató a cientos de pobladores. 
Es como los franciscanos en compañía de los fieles, fueron a bajar a la imagen original del altar y en procesión salieron con la imagen alrededor del templo y tras unas rogativas la devolvieron de nuevo al templo. “La epidemia milagrosamente cesó ese mismo día” y cuenta la leyenda que, la epidemia desapareció y Santa Cecilia fue nombrada como patrona del pueblo, tal milagro da origen a la feria chica, otra leyenda cuenta que en las fiestas de noviembre la imagen original era bajada del altar mayor para su veneración y el día 6 de enero después de dar un recorrido por todo el pueblo era subida nuevamente a su altar dando fin a sus festividades, con el tiempo está festividad fue cambiada para celebrarse el segundo fin de semana del mes de enero, en esta festividad los habitantes de la comunidad adornan las calles ya que las imágenes de la virgen recorren el pueblo (o por lo menos la mayor parte), las imágenes son cargadas por las personas que deseen
Otra fiesta importante se desarrolla el primero de noviembre, cuando la gente del pueblo acude al panteón del lugar a esperar a sus muertos, los vela durante toda la noche, como en otras partes de Xochimilco.
En Santa Cecilia también se llevan a cabo las posadas en honor al niño de la parroquia, organizadas por los mayordomos en turno y los habitantes del pueblo. Estas posadas se llevan a cabo a partir del día 16 del mes de diciembre, con las tradicionales piñatas, ponche, colación y el día 24, del mismo mes, durante la noche, se lleva a cabo una misa donde las familias llevan sus imágenes del Niño Dios, así mismo es colocado en el nacimiento que fue diseñado para Él. También como es tradición, se presentan a los nuevos mayordomos.

## Día de muertos
Para la celebración del Día de Muertos, las personas se reúnen el 1 de noviembre por la noche en el panteón del pueblo y permanecen junto a las tumbas de sus difuntos "alumbrándolos" toda la noche, para ello llevan flores al lugar en especial las tradicionales flores de cempoaxochitl (Tagetes erecta), veladoras, cirios o también llamados "ceras" y ofrendas de alimentos.